# Шейбель, Иоганн Готтфрид
Иоганн Готтфрид Шейбель (16 сентября 1783, Бреслау — 21 марта 1843, Нюрнберг) — германский лютеранский богослов, пастор церкви Святой Елизаветы, лидер движения старолютеран.

## Биография
Родился в семье священника. С 1801 года изучал богословие в университете Галле, завершив образование в 1804 году и до 1811 года служа в церкви св. Елизаветы диаконом. Ещё в годы обучения проникся духом лютеранства и стал считать это направление в христианстве единственно верным, протестуя против любых компромиссов с другими церквями и в особенности — против намечавшейся властями с 1817 года унии лютеранской и реформатской церквей. С 1811 года начал преподавать в Силезском университете Фридриха-Вильгельма в Бреслау, вскоре получив звание доцента богословия. Уже в 1818 году был назначен ординарным профессором и пользовался в университете большим авторитетом. С 1827 года стал пастором в церкви св. Елизаветы, главной церкви Бреслау. Вследствие протеста против введённой прусским королём Фридрихом-Вильгельмом III унии лютеранской и реформатской церквей в 1832 году он был отстранён от всех должностей и изгнан из страны. Шейбель отправился в Саксонию, где поселился в Дрездене и стал преподавателем во Фрайкерлихском педагогическом училище, однако из-за произносимых им агрессивных проповедей в защиту старолютеранства (в которых он также выражал протест против рационализма и абсолютизма) и давления прусских властей в 1832 году был принуждён покинуть Дрезден, а в 1838 году изгнан из Саксонии. Последние годы жизни провёл в Баварии, в Нюрнберге, где издавал «Archiv für historische Entwickelung der lutherischen Kirche».
Главные работы: «Akten-massige Geschichte der neuesten Unternehmungen einer Union zwischen der reformierten und lutherischen Kirche im preussischen Staat» (Лейпциг, 1834).